# Seitensprünge (1989)
Seitensprünge (Cousins) ist eine US-amerikanische Filmkomödie von Joel Schumacher aus dem Jahr 1989. Sie ist eine Neuverfilmung der französischen Komödie Cousin, Cousine von Jean Charles Tacchella aus dem Jahr 1975.

## Handlung
Larry Kozinski und Maria Hardy lernen sich auf einer Hochzeit von Larrys Onkel Phil und Marias Mutter Edie kennen. Maria und Larry sind dadurch verschwägert. Ihre beiden Ehepartner Tish und Tom beginnen eine Affäre auf der Hochzeit. Die Hochzeitsfeier ist bereits zu Ende, als Tish und Tom wieder zurückkehren. Larry und Maria ahnen daher etwas. Maria arbeitet als Anwaltsgehilfin und besucht den Tanzlehrer Larry in der Mittagspause, um über die untreuen Ehepartner zu sprechen. Dabei lernen sie sich kennen. Sie planen als Rache, so zu tun, als ob sie auch eine Affäre haben.
Auf einem Familienfest stirbt Phil. Zur Beerdigung kommt auch Larrys Vater Vince. Dieser wirbt später um Edie. Larry und Maria pflegen eine Freundschaft, wie sie sagen. Allerdings haben sie sich schon ineinander verliebt. Nach einer gemeinsamen Nacht kehren beide wieder zu ihren Familien zurück. Um ihrer Tochter Chloe wieder eine stabile Familie zu geben, beendet Maria die Beziehung zu Larry. Tish verlässt Larry, um ihr eigenes Leben zu führen.
Auf der Hochzeit von Edie und Vince sehen Larry und Maria sich wieder. Angeregt von Tish, die ihm auf der Hochzeit mitteilt, dass sie ihm nicht böse sein kann, geht Larry zu Maria und bittet sie um einen Tanz. Er kann Maria überzeugen, ihre unglückliche Verbindung zu beenden. Sie tanzen zusammen.
Im Epilog segeln Larry und Maria mit ihren Kindern davon und leben einen Traum, den sie sich in ihrer kurzen Beziehung erdacht haben.

## Kritiken
Roger Ebert schrieb in der Chicago Sun-Times vom 10. Februar 1989, der Film bemühe sich, niemanden zu sehr zu verletzen. Die gezeigte Handlung entspreche nicht der Realität. Der Zuschauer frage sich am Ende, wovon der Film handelt. Die Regie von Joel Schumacher, der um zwei Liebesaffären zahlreiche Details gezeigt habe, sei „intelligent“. Ebert lobte die Darstellung von Isabella Rossellini, die eine „strahlend gute Laune“ („sunny good humor“) und „instinktive Warmherzigkeit“ zeige.

## Hintergrund
Der Film wurde in Vancouver gedreht. Er spielte in den Kinos der USA ca. 22 Millionen US-Dollar ein. In Deutschland wurden ca. 141 Tsd. Kinozuschauer gezählt.